# Det mystiske bryllup i Pistoja
Det mystiske bryllup i Pistoja (ook wel Det Mystiske Bryllup mellem Biskoppen og Abbedissen af Pistoia genoemd) is een schilderij van de Deense kunstschilder Kristian Zahrtmann, olieverf op doek, 146,8 x 123,5 centimeter groot, gemaakt in 1894. Het werk bevindt zich sinds 1963 in de collectie van het Bornholms Kunstmuseum.

## Context
Op het schilderij is een bruiloftsceremonie uit het jaar 1500 tussen een bisschop en een kloosteroverste uit Pistoia te zien. De ceremonie staat afgebeeld voor de San Pietro in Pistoia.

## Totstandkoming
Zahrtman vervaardigde het schilderij in zijn atelier in Amaliegade te Kopenhagen. Hij had hiervoor een kleine vijf maanden in de periode 1893/94 nodig. Het moet veel van hem gevergd hebben, daar hij in diezelfde periode met nog negen andere schilderijen in de weer was die tentoongesteld zouden worden op Den frie Udstilling en op Charlottenborg.

## Provenance
Uit de provenance blijkt dat het schilderij enige malen van eigenaar is gewisseld. In 1894 wilde niemand het schilderij van Zahrtmann nog kopen. Twee jaar later probeerde Zahrtmann het andermaal via een veiling, maar hij zag van de verkoop af omdat het bod erop te laag was. In 1903 werd het schilderij voor 4500,- DKK verkocht en in 1905 voor 20.000,- DKK aan Ed Rée. Na het overlijden van Zahrtmann in 1917 werd het schilderij in 1918 voor 81.500,- DKK geveild, destijds het hoogste bedrag dat ooit voor een schilderij van een Deense kunstenaar was betaald. Het kwam in handen van Th. Jensen. De erfgenamen van Th. Jensen verkochten het schilderij in 1963 aan Otto Bruun voor 44.000,- DKK. Bruun schonk het schilderij later aan het Bornholms Kunstmuseum.